# Jean-Marie Boëglin
Jean-Marie Boëglin est un administrateur et directeur français de théâtre, metteur en scène, pédagogue et comédien, né le 14 août 1928 à Châlons-sur-Marne et mort le 23 novembre 2020 à Saint-Martin-d'Hères. Militant anticolonialiste, porteur de valises pour le Front de libération nationale et « pied-rouge », il est cofondateur du Théâtre national algérien.

## Biographie

### Châlons-sur-Marne
Jean-Marie Boëglin naît le 14 août 1928 à Châlons-sur-Marne dans la famille d'un cheminot et d'une femme de ménage. Pendant la Seconde Guerre mondiale, résistant comme son père, il est agent de liaison des Francs-tireurs et partisans. Le parti communiste français l'exclut en 1947 au motif qu'il est anarchiste. La fédération anarchiste l'exclut en 1951 au motif qu'il est marxiste.
Il devient journaliste et chef de l'agence de L'Union à Châlons où il publie les premiers dessins de Cabu en 1953. Il couvre pour son journal les manifestations des rappelés et les sabotages des trains assurant le transport des troupes vers l'Algérie en 1955-1956.

### Théâtre I — Villeurbanne

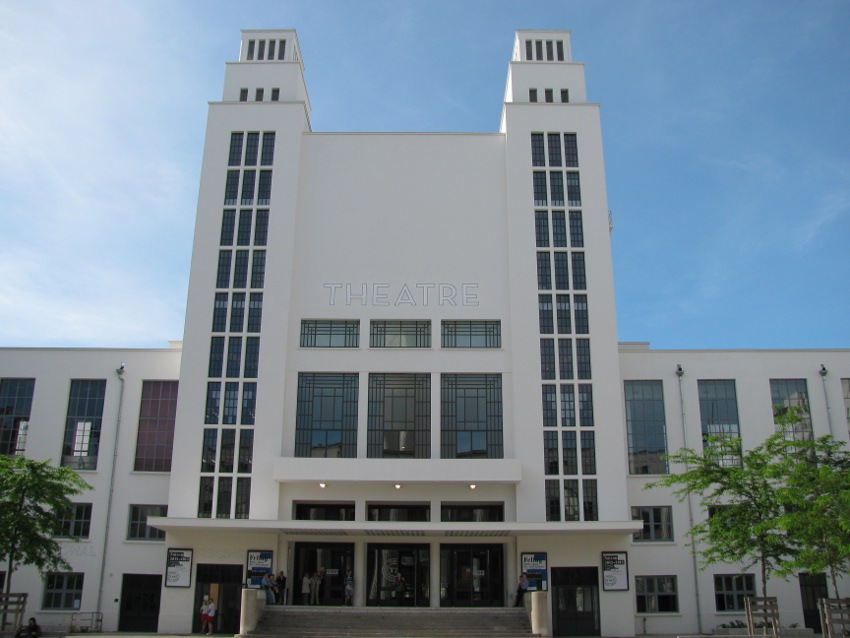
Théâtre national populaire, successeur du Théâtre de la Cité de Villeurbanne.

Passionné de théâtre, il rencontre Arthur Adamov, Eugène Ionesco, Antonin Artaud. Il anime un atelier au festival de la Lorelei en 1951 où Laurent Terzieff est son stagiaire et où il se lie d'amitié avec Roger Planchon et Mohamed Boudia. Il devient instructeur national d'art dramatique pour la Fédération unie des auberges de jeunesse. Jean-Marie Serreau, créateur en France de L'Exception et la Règle, l'envoie rencontrer Bertolt Brecht au Berliner Ensemble où il assiste à la création de Mère Courage et ses enfants. Dès lors le théâtre devient pour lui un outil de lutte politique et sociale. En 1956, il rejoint Roger Planchon à Villeurbanne et devient secrétaire général du Théâtre de la Cité, rédacteur en chef du journal Cité – Panorama et directeur de l'école d'art dramatique du Théâtre de la Cité. Il reprend le rôle de Robert Marpeaux dans Paolo Paoli d'Arthur Adamov créé le 24 mai 1957 par Roger Planchon au Théâtre de la Comédie de Lyon et représenté au Théâtre du Vieux-Colombier à Paris le 20 janvier 1958. Pour sauver les débuts chaotiques de la première saison du Théâtre de la Cité, Jean-Marie Boëglin monte Les Fourberies de Scapin et La Jalousie du Barbouillé de Molière avec les élèves de l'ancienne école de la rue des Marronniers qui était l'école du Théâtre de la Comédie de Lyon et qui devient l'école du nouveau théâtre de Villeurbanne.

### Entracte
En 1957, la mort à Lyon sous la torture par la police de l'un des étudiants du Théâtre de la Cité universitaire de Grenoble le décide, « pour ne pas avoir honte de [lui] », à devenir porteur de valises pour la « wilaya III » qui regroupe la vallée du Rhône et les Alpes. En 1959, à la suite d'une vague d'arrestations de militants algériens et de Français qui leur ont apporté leur aide dans la région, il forme, sur la suggestion du Front de libération nationale par l'intermédiaire de Jacques Charby, son propre réseau qui compte une cinquantaine de personnes, en liaison avec les réseaux de Francis Jeanson et d'Henri Curiel. Il entre en semi-clandestinité sous le nom de guerre d'Artaud, en référence à son dramaturge favori tout en poursuivant l'action de décentralisation du Théâtre de la Cité de Villeurbanne. En novembre 1960, un militant algérien est arrêté et retourné par la police. Plusieurs membres du réseau lyonnais sont interpelés. Il parvient à échapper à la police en se cachant à Paris, Milan et Megève, André Malraux l'aidant à passer la frontière suisse. Il est condamné par contumace à dix ans de prison et à la privation de ses droits civiques. Sur la suggestion de Jeanson il accompagne clandestinement les six « évadées de la Petite-Roquette », dont Didar Fawzy-Rossano, jusqu'au Maroc où il obtient le statut de réfugié politique en juin 1961 et où il crée une société de cinéma qu'il nomme Nedjma-Films en hommage à son ami Kateb Yacine et à son  œuvre.

### Théâtre II — Alger

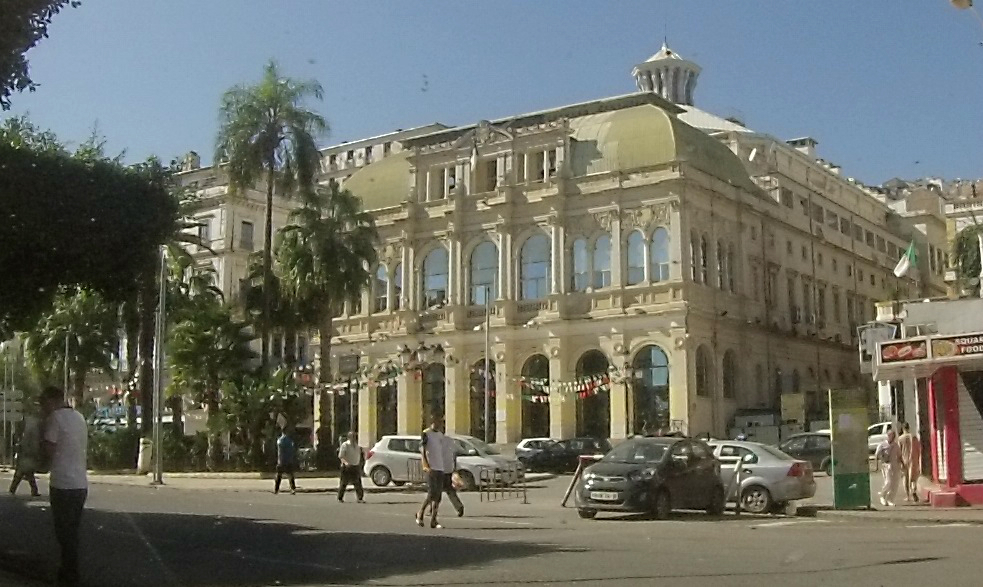
Bâtiement du Théâtre national algérien.

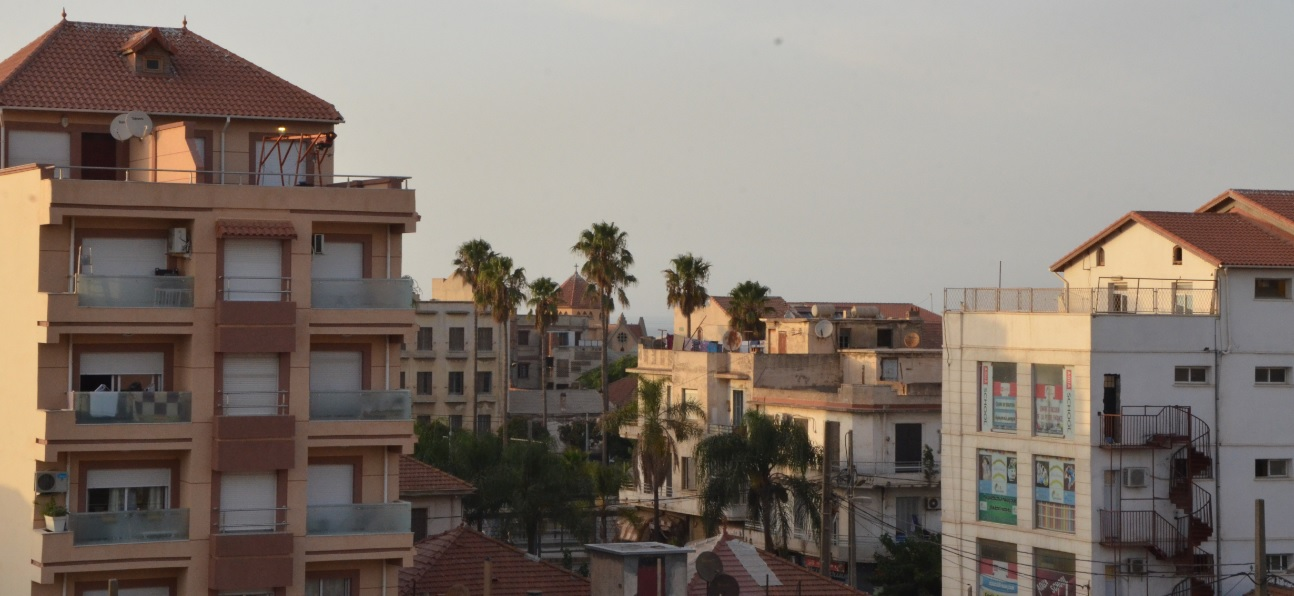
Bordj El Kiffan, siège de l'Institut national d'Art dramatique et chorégraphique.

À la proclamation de l'indépendance, il s'installe en Algérie sous la présidence d'Ahmed Ben Bella où il retrouve Mohamed Boudia avec lequel il fonde en 1963 le Théâtre national algérien où il joue les textes de Kateb Yacine et monte l'Exception et la Règle de Bertolt Brecht et le Fœhn de Mouloud Mammeri. Il dirige également la section théâtre de l'Institut national d'Art dramatique et chorégraphique à Bordj El Kiffan,,, où il utilise la méthode Stanislasvski pour la formation des comédiens et où il fait faire ses premiers pas à Fellag. Il refuse de rentrer en France en 1966, la loi d'amnistie mélangeant les anticolonialistes et les membres de l'OAS. Peu après l'arrivée au pouvoir de Houari Boumédiène, de nombreux « pieds-rouges » subissant l'autoritarisme militaro-islamique montant de l'État algérien retournent dans leurs pays d'origine. Jean-Marie Boëglin reste en Algérie mais il est limogé de ses fonctions au Théâtre national algérien, d'où Mohamed Boudia est également écarté, Mustapha Kateb restant seul chargé du « redressement révolutionnaire », et à l'Institut national d'Art dramatique et chorégraphique, devenus des appareils bureaucratiques. Il assiste désabusé aux dérives du nationalisme démagogique : « J'ai toujours disparu au moment où les choses devenaient des institutions [...] À ce moment-là, les aventures tendent inéluctablement vers la mort ». Lakhdar Bentobal, ancien ministre du Gouvernement provisoire de la République algérienne, directeur de la Société nationale de sidérurgie, le charge de la création et de la direction du département Environnement et Communication de l'entreprise. Prenant le contrepied du ministère de l'information dont dépendait l'Institut d'Art dramatique, il met en scène Brames, tôles fortes et ronds à béton, pièce qui lui permet de renouer avec sa recherche de participation du monde ouvrier par le théâtre en entreprise. Lucide, il reconnaît rétrospectivement n'avoir pas voulu voir ce qui était en germe : un régime qui faisait de la religion « le fer de lance de la résistance au colonialisme ». Reprenant la formule de Vladimir Ilitch Lénine au sujet des soutiens étrangers à la révolution soviétique, il se qualifie lui-même d'« idiot utile » à la révolution algérienne,,.

### Théâtre III — Grenoble

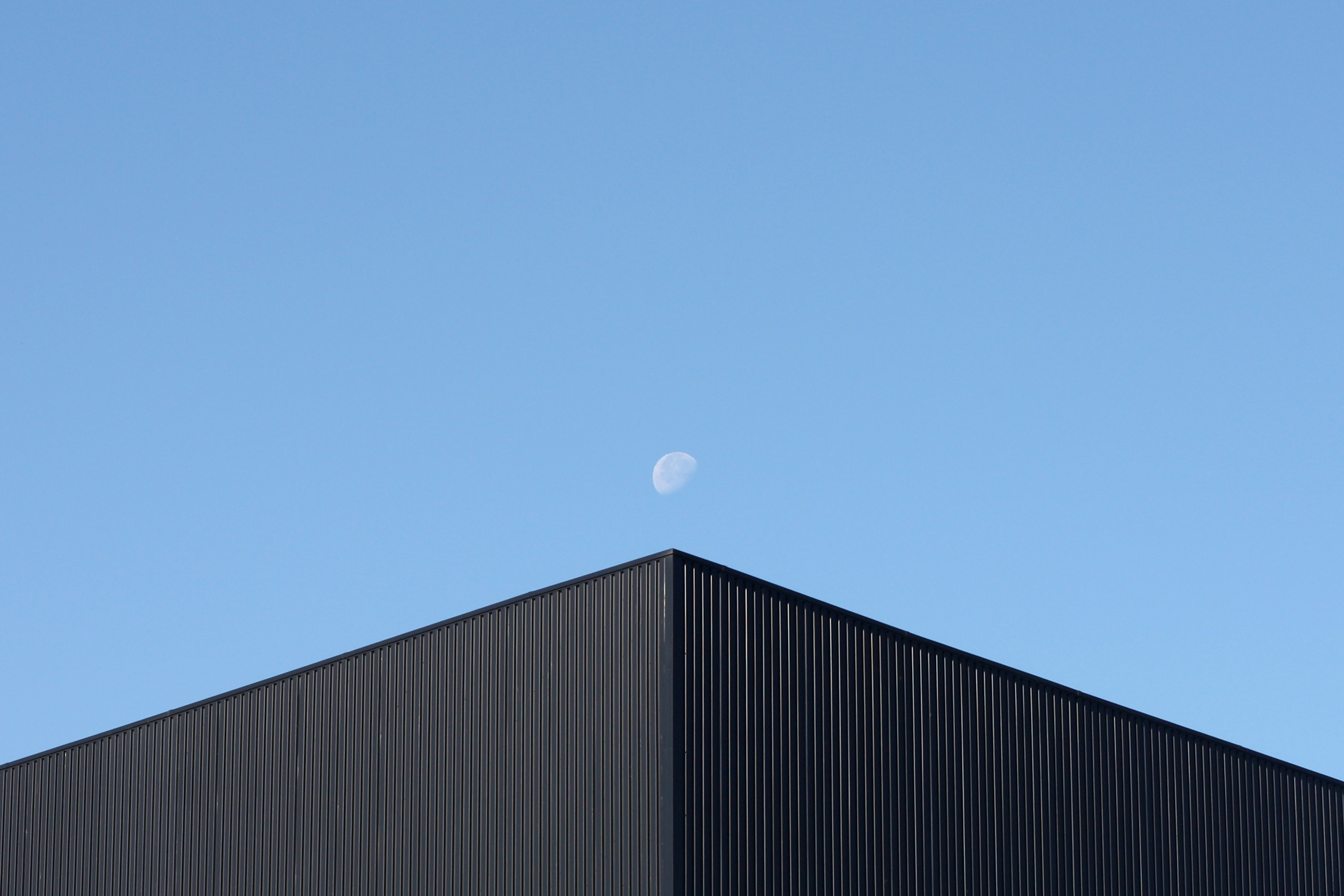
La lune au-dessus de la MC2 de Grenoble.

En 1978 il rejoint Bruno Bayen pour jouer dans La Mouette d'Anton Tchekhov créée le 19 janvier 1978 au Théâtre Sorano de Toulouse puis représentée du 4 au 14 octobre au Théâtre des Amandiers de Nanterre dans le cadre du Festival d'Automne et du 6 au 18 novembre au Théâtre national de Strasbourg. Des rumeurs commençant à circuler en 1979 le taxant de sionisme, il comprend qu'il est temps de quitter l'Algérie où il n'est plus le bienvenu. Il rentre définitivement en France en 1981 et se consacre au théâtre. Jusqu'en 1988, il est secrétaire général de la Maison de la Culture de Grenoble puis devient conseiller artistique de Georges Lavaudant.
Il remonte sur les planches avec le Centre dramatique national des Alpes en jouant durant six représentations Sir Robert Brackenbury et Sir Thomas Vaughan dans le Richard III de William Shakespeare mis en scène par Georges Lavaudant, créé le 19 juillet 1984 dans la cour d'honneur du Palais des papes à Avignon et donné du 3 au 9 octobre au Théâtre national de Strasbourg, du 7 au 29 novembre à la Maison de la culture de Grenoble, du 4 au 15 décembre au Théâtre national populaire de Villeurbanne et du 8 janvier au 10 février 1985 au Théâtre de la Ville à Paris pour trente représentations,. Toujours dans la mise en scène de Georges Lavaudant, il est le propriétaire foncier Pavel Petrovitch Chtcherbouk du Platonov d'Anton Tchekhov créé le 2 mai 1990 et joué jusqu'au 25 mai au Théâtre national populaire de Villeurbanne puis durant vingt représentations du 17 octobre au 10 novembre au Théâtre de la Ville à Paris et du 13 au 21 décembre au Théâtre de Nice. Il joue en 1993-1994 dans Un chapeau de paille d'Italie d'Eugène Labiche à Villeurbanne, en tournée et lors de la reprise en 1997 à l'Odéon - Théâtre de l'Europe. En 1996-1997 il est le médecin dans Le Roi Lear de William Shakespeare créé à l'Odéon et repris à Villeurbanne et en tournée. En 2004-2005 il joue dans La Cerisaie d'Anton Tchekhov créé à l'Odéon et donné au Théâtre national de Toulouse, au Théâtre national de Nice et à la Maison de la Culture de Grenoble.
En 1990, il dirige Vincent Cassel, au théâtre de la Condition des Soies dans le cadre du Festival Off d'Avignon, dans Bistro de Jacques-Henri Pons,. En 2003, il met en scène Le Silence des familles de Gilles Boulan, aux Subsistances puis au Théâtre des Célestins à Lyon.

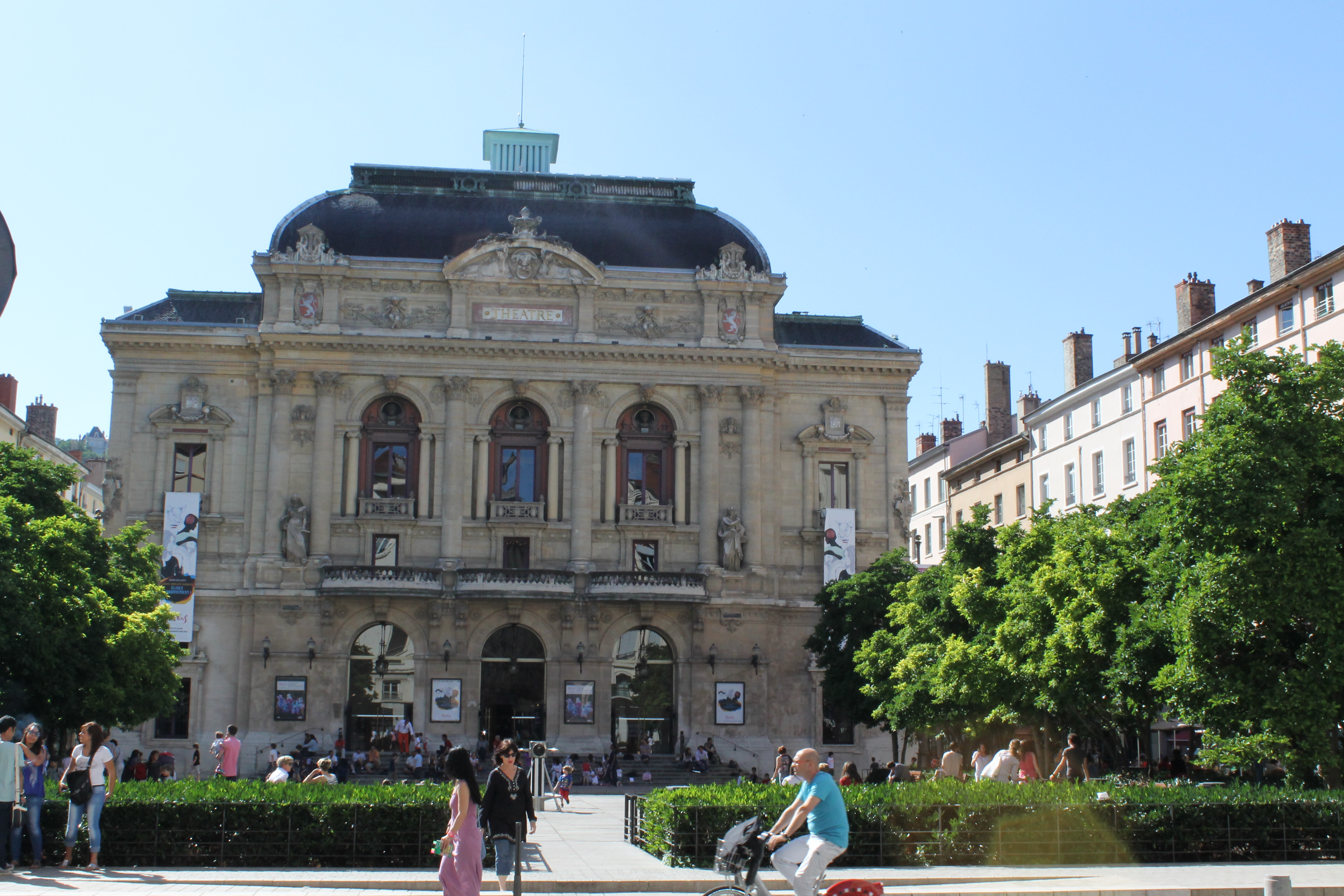
Théâtre des Célestins de Lyon.

Il joue en 2000-2001, cette fois avec le Centre dramatique national de Savoie d'Annecy, dans Le Réformateur de Thomas Bernhard mis en scène par André Engel, créé au Théâtre des Abbesses de Paris le 28 septembre 2000 et présenté au Théâtre du Nord à Lille, au Théâtre national populaire à Villeurbanne et au Théâtre national de Nice. En 2005-2006, il joue avec la Compagnie du Bonhomme, dans On est mieux ici qu'en bas de Sarah Fourage, mis en scène par Marie-Sophie Ferdane, créé au Théâtre des Célestins de Lyon le 24 janvier 2006 et donné en tournée jusqu'au 22 mars. En 2007, il joue avec la Compagnie Fraction d'Avignon dans Imprécation calme, fragments, extraits de textes de Didier-Georges Gabily, mis en scène par Jean-François Matignon, créé au Festival Off d'Avignon le 18 juillet 2007 et représenté en tournée en février 2008.
Au cinéma il joue pour Raoul Ruiz dans Régime sans pain en 1985, Richard III en 1986 et La Chouette aveugle en 1987. Il est en 2005 Ulfin dans l'épisode Les Funérailles d'Ulfin de la série télévisée Kaamelott d'Alexandre Astier.
Son fils Bruno Boëglin est également un directeur de théâtre, metteur en scène et comédien lyonnais.

### Fin de partie
Il confie dans un entretien pour le journal CQFD en 2012 : « Je survis parce que je suis en colère. Et cette colère me donne de l'énergie. Tout est en train de craquer et j'espère que je ne crèverais [sic] pas avant d'avoir vu l'effondrement du système capitaliste ». Jean-Marie Boëglin meurt le 23 novembre 2020 à Grenoble. Le TNP de Villeurbanne et la MC2 de Grenoble lui rendent hommage,.

## Publications
- En collaboration avec Tatsiana Challier, Lambeaux de mémoire d'un soutier de théâtres : entretiens avec Jean-Marie Boëglin, Paris, l'Harmattan, coll. « Univers théâtral », 2017, 260 p. (ISBN 978-2-343-13002-6, BNF 45391504)
- Ouvrez le massacre  (ill. Cabu), Paris, le Sagittaire, 1977 (ISBN 2-7275-0028-9, BNF 34706761) lire en ligne sur Gallica

### Filmographie
Films documentaires avec des interventions de Jean-Marie Boëglin :
- Viviane Candas, « Algérie du possible », sur youtube.com, 2016
- « Algérie 1972 - 2e partie - l'Algérie des français l'Algérie 10 ans après », sur youtube.com

Film biographique :
- Pierre Garbolino et Bernard Mallet, « Jean-Marie Boëglin : l'œil du soutier », sur mc2grenoble.fr, 2017